# Xi Draconis
ξ Draconis (Xi Draconis, ξ Dra) ist ein rund 110 Lichtjahre entfernter Stern der Spektralklasse K2 III mit einer scheinbaren Helligkeit von 3,7 mag. ξ Draconis trägt den historischen Eigennamen Grumium („der Kiefer“).